# جيرفس ياك
جيرفس ياك كان والياً سودانياً للخرطوم، ووزيراً سابقاً،  وإدارياً عمل في معظم الولايات الشمالية منذ الخمسينيات.

## سيرة شخصية
كان ياك وزيراً للري والطاقة الكهرومائية قبل انضمامه إلى مجلس السيادة السوداني الثالث (10 يونيو 1965 - 25 مايو 1969) ليمثل منطقة جنوب السودان، والذي تتألف من خمسة أعضاء، وتم تعديل أعضائها مرتين لتشمل ياك في 27 مايو 1968. ويعد المجلس الذي جاء بعد الانتخابات البرلمانية العامة عام 1965، هو الثالث في تاريخ السودان، حيث حل محل مجلس السيادة السوداني الثاني الذي كان يدير شؤون البلاد لفترة انتقالية بعد الإطاحة بحكم الفريق إبراهيم عبود. وكان رئيس مجلس السيادة إسماعيل الأزهري. وتم حل المجلس بعد انقلاب الفريق جعفر النميري على السلطة عام 1969، والذي قام بدوره بتشكيل مجلس قيادة الثورة، الذي حل محل مجلس السيادة.
في عهد جعفر النميري، شغل ياك منصب والي الخرطوم [الإنجليزية]، كونه السوداني الجنوبي الوحيد الذي يشغل هذا المنصب.
كان ياك صديقًا مقربًا لجون قرنق. وكتب قرنق لياك قبل إعدامه: "لا تحزن يا صديقي، فالأمر مثل طائرة تهبط في عرض البحر".

## الحياة الشخصية
ولد جارفيس ياك، أنتوني، في واو، غرب بحر الغزال وعضو اللجنة العليا لدعم الاستفتاء في الجنوب وقيادي في حزب المؤتمر الوطني. تلقت ابنته ماري جارفيس ياك تعليمها في جامعة الخرطوم قبل أن تصبح سياسية في جنوب السودان. قسطنطين جارفيس ياك، نجل ياك، هو الممثل البرلماني عن كتلة الأحزاب السودانية الأفريقية في المجلس الوطني السوداني. حفيدته، إليزابيث قسطنطين جارفيس ياك، كانت جزءًا من رابطة الطلاب الجنوبيين بجامعة الخرطوم قبل استقلال جنوب السودان.